# ماریا سوبوچینسکا
ماریا سوبوچینسکا (لهستانی: Maria Sobocińska؛ زادهٔ ۲۴ فوریه ۱۹۹۴) بازیگر اهل لهستان است.
از فیلم‌ها یا مجموعه‌های تلویزیونی که وی در آن‌ها نقش داشته‌است، می‌توان به رفتارشناس، سکسیفای، صد سال خاندان وینیخ، عروسی و ولین اشاره نمود.